# British Ironwork Centre
Il British Ironwork Centre è un parco delle sculture e attrazione turistica situata nelle vicinanze di Oswestry, nel Regno Unito. 
Occupa 70 ac (283.280 mm²) di terreno e conserva la più grande collezione di opere d'arte in metallo del paese. Esso comprende anche il Museum of Steel Sculpture, dedicato alle creazioni dell'artista Roy Kitchin.